# Annia Hatch
Annia Portuondo Hatch, (Guantánamo, 14 de abril de 1978) é uma ex-ginasta cubana, naturalizada norte-americana, que competiu em provas de ginástica artística pelo Estados Unidos.
Annia fez parte da equipe norte-americana que disputou os Jogos Olímpicos de Atenas, em 2004, Grécia.

## Carreira
Nascida no Guantánamo, mudou-se para Havana aos dois anos de idade. Aos quatro, começou a prática da modalidade artística, e dois anos depois, passou a treinar em um clube local. Entrando na seleção nacional aos oito anos de idade, Hatch tornou-se campeã nacional aos dez. Vencendo o Campeonato Nacional Cubano de 1991 e de 1992, Annia disputou aos quinze anos o Campeonato Mundial de Birmingham. Nele, foi 10ª colocada na disputa do concurso geral, somando 38,198 pontos. Nos dois anos seguintes, venceu novamente o Nacional Cubano. Ainda em 1995, competiu nos Jogos Pan-americanos de Mar del Plata. Neles, conquistou a medalha de prata na prova coletiva, superada pela equipe americana. Individualmente, foi novamente medahista de prata na trave e terceira colocada nas barras assimétricas e no salto.
Em 1996, competindo no Mundial de San Juan, Annia foi a primeira ginasta latino-americana a conquistar uma medalha em uma edição do Mundial, conquistando a medalha de bronze na disputa do salto, superada pelas romenas Simona Amanar e Gina Gogean, prata e ouro, respectivamente. No ano posterior, Annia mudou-se para os Estados Unidos, casando no ano seguinte com o treinador Alan Hatch. Em 2001, tornou-se cidadã norte-americana, e passou a competir pelo país. Sua estreia na equipe principal, deu-se em 2002, no Campeonato Visa. Nele, foi medalhista de ouro no solo e no salto. Ainda em 2002, a ginasta sofreu uma lesão no menisco, que a manteve afastada do desporto.
Retornando ao desporto em 2004, Annia fez parte da equipe americana, que disputou os Jogos Olímpicos de Atenas. Neles, ao lado de Carly Patterson, Courtney Kupets, Courtney McCool, Terin Humphrey e Mohini Bhardwaj, conquistou a medalha de prata na disputa coletiva, superada pela equipe romena, medalhista de ouro. Classificada para a final do salto, a ginasta somou 9,481 pontos e encerrou com a medalha de prata; a romena Monica Roşu e a russa Anna Pavlova completaram o pódio desta edição olímpica, com o ouro e o bronze, respectivamente. Após a realização do evento, Annia anunciou sua aposentadoria definitiva do desporto, passando a dedicar-se a carreira de modelo. Em 2007, desfilou uma coleção com desenhos de seu país, para a linha Couture New York Fashion Week. Após, mudou-se para Aventura, na Flórida, tornando-se técnica da modalidade no TAG USA Gymnastics.

## Principais resultados
| Ano  | Evento                                    | AA              | Equipe           | Salto sobre o cavalo | Trave            | Barras assimétricas | Solo            |
| ---- | ----------------------------------------- | --------------- | ---------------- | -------------------- | ---------------- | ------------------- | --------------- |
| 1988 | Campeonato Nacional Cubano                | Medalha de ouro |                  | Medalha de ouro      |                  |                     |                 |
| 1991 | Campeonato Nacional Cubano                |                 |                  | Medalha de ouro      |                  |                     |                 |
| 1992 | Campeonato Nacional Cubano                |                 |                  | Medalha de ouro      |                  |                     |                 |
| 1993 | Campeonato Mundial de Ginástica Artística | 10º             |                  |                      |                  |                     |                 |
| 1994 | Campeonato Nacional Cubano                |                 |                  | Medalha de ouro      |                  |                     |                 |
| 1995 | Jogos Pan-americanos                      |                 | Medalha de prata | Medalha de bronze    | Medalha de prata | Medalha de bronze   |                 |
| 1995 | Campeonato Nacional Cubano                |                 |                  | Medalha de ouro      |                  |                     |                 |
| 1996 | Campeonato Mundial de Ginástica Artística |                 |                  | Medalha de bronze    |                  |                     |                 |
| 2002 | Campeonato Visa                           |                 |                  | Medalha de ouro      |                  |                     | Medalha de ouro |
| 2004 | Jogos Olímpicos                           |                 | Medalha de prata | Medalha de prata     |                  |                     |                 |